# パークランド
パークランド（英語：Parkland）は、アメリカ合衆国フロリダ州のブロワード郡にある都市。人口は3万4670人（2020年）。マイアミ都市圏に属する。

## 概要
西は湿地エバーグレーズに、北はパームビーチ郡に、東はココナッツクリークに、南はコーラルスプリングスに接する。
ゾーニング法によって「公園のような町」を守っている事で知られる。富裕層の住民が多い。
2018年2月14日、マージョリー・ストーンマン・ダグラス高校銃乱射事件が発生し、17人が殺害された。

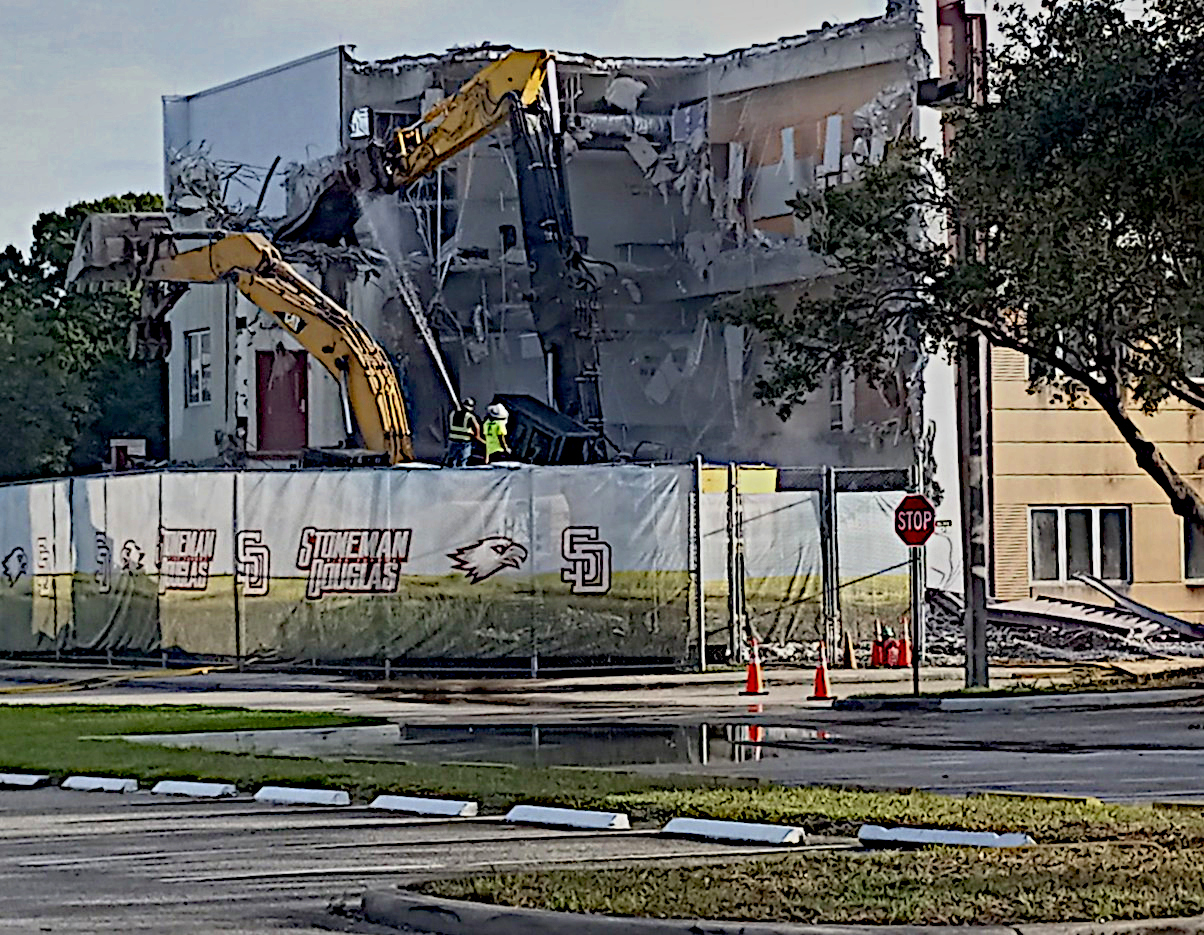
解体中のダグラス高校（2024年）

## 人口動態
| パークランド           | パークランド | パークランド | パークランド |
| 2010年                 | パークランド | ブロワード郡 | フロリダ州   |
| ---------------------- | ------------ | ------------ | ------------ |
| 総人口                 | 2万3962人    | 174万8066人  | 1880万1310人 |
| 2000～2010年の人口変化 | +73.2%       | +7.7%        | +17.6%       |
| 人口密度               | 875.7人/km2  | 557.9人/km2  | 135.4人/km2  |
| 白人                   | 84.0%        | 63.1%        | 75.0%        |
| 非ヒスパニック系白人   | 73.1%        | 43.5%        | 57.9%        |
| 黒人                   | 6.5%         | 26.7%        | 16.0%        |
| ヒスパニック・ラテン系 | 13.0%        | 25.1%        | 22.5%        |
| アジア人               | 5.9%         | 3.2%         | 2.4%         |
| アメリカ先住民         | 0.1%         | 0.3%         | 0.4%         |
| 太平洋人               | 0.0%         | 0.1%         | 0.1%         |
| 複数出自               | 1.9%         | 2.9%         | 2.5%         |
| その他                 | 1.6%         | 3.7%         | 3.6%         |

## 言語
2000年時点の第一言語は
- 英語：82.79%
- スペイン語：11.48%
- イタリア語：2.03%
- ドイツ語：1.20%[8]

## 著名人

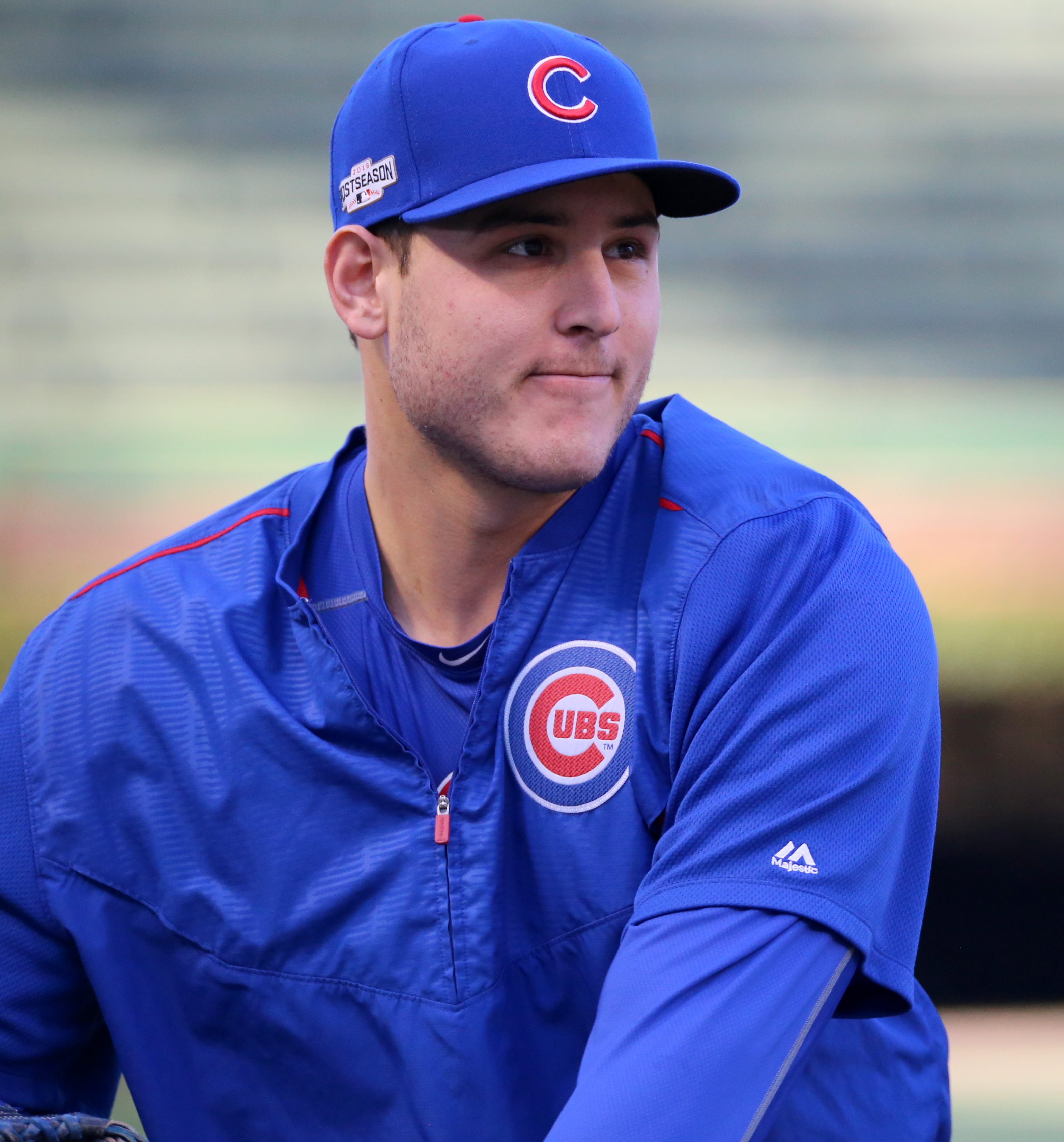
アンソニー・リゾ

- アンソニー・リゾ：イタリア系の野球選手。銃撃事件の有った高校の卒業生。